# Clayhanger-trilogin
Clayhanger-trilogin, romanserie av Arnold Bennett som utspelar sig i De fem städerna (egentligen sex), vilka sedan tillsammans kom att utgöra Stoke-on-Trent, Staffordshire, och var centrum för porslinstillverkningen i England.

## Trilogin
- Edwin Clayhangers ungdom, 1921 (Clayhanger 1910)
- Hilda Lessways, 1922 (Hilda Lessways 1911)
- De tu, 1923 (These Twain 1916)

## Fortsättning
- Under fanan, 1933 (The roll-call 1918)